# Jan Borgia (1498–1547/1549)
Jan Borgia właśc. Giovanni Borgia, zwany Infantem Rzymskim (ur. 1498, zm. między 1547 a 1549) – książę Nepi w latach 1501–1503 i Camerino w latach 1502-1503.
Jego pochodzenie jest dyskusyjne. Według jednych był synem Aleksandra VI, według innych urodził się z romansu papieskiej córki Lukrecji Borgii i pokojowca Pedra Calderona. Po śmierci Aleksandra VI w 1503 utracił oba księstwa, a jego wychowaniem zajęła się Lukrecja. Mimo jej starań nie udało mu się zrobić kariery ani na francuskim dworze, ani w Italii. Ostatecznie osiadł w Rzymie, gdzie został oratorem papieskim.

## Pochodzenie
Filiacja Giovanniego wywołuje dyskusje w literaturze przedmiotu. 1 września 1501 papież Aleksander VI wydał dwie bulle. W pierwszej, zaadresowanej Dilecto Filio Nobili Joanni de Borgiam Infanti Romano, legitymował Giovanniego Borgię, Infanta Rzymskiego, będącego trzyletnim synem Cezara Borgii i nieznanej kobiety stanu wolnego. Tego samego dnia wydał drugą bullę, w której uznał Giovanniego za swojego syna i tej samej nieznanej kobiety stanu wolnego. Dodał też, że zrobił tak, by dziecko nie miało żadnych przeszkód w objęciu dóbr, które należały mu się z mocy prawa.
Badacze zastanawiali się nad takimi motywami działania papieża. Niemiecki historyk Ferdinand Gregorovius pisał

Prawo kanoniczne wzbraniało papieżowi uznania dziecka.

Również inni autorzy uznawali Giovanniego za syna Aleksandra VI. Ludwig von Pastor zwrócił uwagę, że nie było żadnego przepisu zabraniającego papieżowi uznania dziecka. Równie niejasno przedstawia się osoba matki Giovanniego. Giovanni Burcardo, ówczesny papieski mistrz ceremonii, określa ją jako "pewną rzymiankę". Niektórzy badacze sądzili, że matką Infanta Rzymskiego była jedna z kochanek papieża – Giulia Farnese. Inni zwracają uwagę na to, że w chwili narodzin Giovanniego Giulia była żoną Orsina Orsiniego. Nie miała też powodu, by ukrywać fakt ojcostwa papieża – publicznie twierdziła, że Aleksander VI był ojcem jej córki, Laury. Dodatkowo nie zachował się żaden ślad, by w późniejszym czasie interesowała się losem Giovanniego.
Zwraca się w literaturze uwagę na to, że wychowaniem Giovanniego zajmowała się Lukrecja Borgia, córka papieża i siostra Cezara. Lukrecja w 1497 nawiązała romans z Pedrem Calderonem, papieskim pokojowcem. W lutym 1498 Calderon został utopiony w Tybrze na polecenie Cezara Borgii. Miesiąc później Lukrecja urodziła dziecko, będące owocem tego związku, które identyfikuje się z Infantem Rzymskim. Przemawiają za tym zbieżność dat narodzin dziecka Lukrecji i Giovanniego, fakt, że w późniejszym czasie Lukrecja troszczyła się o Infanta Rzymskiego oraz to, że Lukrecja – krótko przed swoim wyjazdem do Ferrary na początku 1501 – podzieliła swoje dobra między swojego syna Rodriga di Bisceglie i Giovanniego. Ta identyfikacja ma jedynie walor hipotezy.
Co najmniej do 1508 Giovanni uchodził za syna Cezara. Najpóźniej w 1517 został oficjalnie uznany za syna Aleksandra VI.

## Dzieciństwo
17 września 1501 papież nadał mu inwestyturę na księstwo Nepi. 2 września 1502 Giovanni został formalnie księciem Camerino. Faktycznie rządy objęli Giovanni Olivieri i kardynał Francesco Borgia. Giovanni Borgia pozostawał jednak w Rzymie, gdzie często publicznie pokazywał się obok Aleksandra VI i Rodriga di Bisciegle, syna Lukrecji z drugiego małżeństwa. Po śmierci papieża (18 sierpnia 1503) razem z di Bisciagle, Rodrigiem Borgią (nieślubnym synem Aleksandra VI) i kochanką zmarłego Vannozzą Cattanei został odesłany do fortecy w Civita Castellana. Dalsze jego losy nie są dokładnie znane. W każdym razie w 1505 przybył do Ferrary, skąd już w czerwcu tego roku trafił do Carpi na dwór Alberta Pio. Lukrecja posłała Infantowi m.in. swojego krojczego, Hiszpana Sancia.
W październiku 1506 został zabrany z Carpi i sprowadzony z powrotem do Ferrary. Otrzymał swój dwór. Preceptorem Giovanniego został Bartolomeo Grotto. Jednak Alfons I d’Este, trzeci mąż Lukrecji, oraz jego synowie nie darzyli Infanta sympatią. Nie mówiono o nim na ferraryjskim dworze. Jak pisze autorka biografii Lukrecji, Maria Bellonci

Giovanni Borgia, nie obdarzony przez naturę wybitną indywidualnością, cierpiał w tym upokarzającym położeniu, za które czułość Lukrecji nie była dostateczną rekompensatą. Lukrecja kochała go; tym więcej przerażała ją i zasmucała wciąż w nim wzrastająca arogancja i zuchwałość borgiowska, przytłaczana mizernością pozycji społecznej i ekonomicznej, tym życiem, któremu odebrane zostało ojcowskie poparcie i rygor ojcowskiego wychowania.

## Dalsze losy
Lukrecja starała się znaleźć dla Infanta jakieś stanowisko we Włoszech – misja Gerolama Nasello, proboszcza z Cervii, wysłanego w tym celu do Neapolu nie przyniosła spodziewanych rezultatów. W takiej sytuacji Lukrecja wysłała Giovanniego do Francji. Młody Borgia towarzyszył Alfonsowi I d’Este, który w 1518 udał się na dwór francuskiego króla Franciszka I Walezjusza. Towarzyszami podróży Infanta byli del Sacrato i Trotti. Dodatkowo Lukrecja wręczyła mu klejnoty jako dar dla królowej Klaudii. Młody Borgia był osobą zupełnie bierną i nie zrobił kariery w Paryżu. Ambasador Ferrary we Francji zdobył nawet dla niego pieniądze z Hiszpanii (przypuszczalnie od Juana II, księcia Gandii). Niedługo po odjeździe Alfonsa I stolicę Francji opuścili del Sacrato i Trotti, wreszcie i sam Giovanni wrócił do Włoch.
Kolejne lata życia Giovanniego nie są znane. Wiadomo, że został oratorem papieskim. W 1529 rozpoczął starania o odzyskanie księstwa Camerino, występując przeciwko jego dziedziczce, Giulii Varano. Wspierał go w tych poczynaniach Alfons I d’Este. Infant Rzymski powoływał się przy tym na inwestyturę nadaną mu przez papieża Aleksandra VI. Borgia udał się w tej sprawie do cesarza Karola V, przebywającego w tym czasie w Bolonii. Spór uciął 7 czerwca 1532 papież Klemens VII, zakazując Giovanniemu występowania przeciwko dziedziczce Camerino.
Część badaczy podaje, że Giovanni zmarł w 1547 w Genui. Informacje te opierają się na liście z 19 listopada 1547 adresowanym do Ercolego II d’Este (syna Alfonsa I i Lukrecji) – znajduje się tam wzmianka o śmierci Infanta Rzymskiego. Według tego listu zmarł w Genui, nie pozostawiając testamentu. Inni twierdzą, że żył jeszcze w 1548, kiedy sądził się z jedną ze swoich dłużniczek. W literaturze można spotkać się ze stwierdzeniem, że zmarł przed 1550.

## Giovanni w literaturze
Wokół osoby Giovanniego toczy się akcja historycznej powieści holenderskiej pisarki Helli S. Haasse pt. Szkarłatne miasto (1952). Giovanni występuje również w powieści Maria Puzo pt. Rodzina Borgiów.